# Hayley Derryberry
Hayley Derryberry (* 1985 oder 1986) ist eine US-amerikanische Schauspielerin und Synchronsprecherin sowie Drehbuchautorin und Filmproduzentin für Kurzfilme.

## Leben
Derryberry besuchte von 2004 bis 2006 die Middle Tennessee State University. Von 2017 bis 2018 folgte ein Studiengang am Howard Community College. Von 2018 bis 2019 studierte sie Deutsch, Literatur und Kultur an der University of Maryland, College Park, die sie mit dem Bachelor of Arts verließ. Neben Englisch spricht sie Deutsch fließend. Erste Rollen als Schauspielerin übernahm Derryberry ab 2008 durch Besetzungen im Spielfilm Beer for My Horses und dem Kurzfilm The Truth Within. Ab 2009 schrieb sie erste Drehbücher für verschiedene Kurzfilme, ab 2013 fungierte sie für Kurzfilme als Filmproduzentin. 2012 übernahm sie im Horrorfilm 100 Ghost Street – The Return of Richard Speck die Rolle der Sarah, 2013 folgten Rollen im Katastrophenfilm Hypercane als Lewis und im Fernsehfilm Dark Night of the Walking Dead. 2014 übernahm sie im Film Frank die Rolle der Simone. In den nächsten Jahren folgten überwiegend Besetzungen in Kurzfilmen.

## Filmografie (Auswahl)

### Schauspiel
- 2008: Beer for My Horses
- 2008: The Truth Within (Kurzfilm)
- 2009: Spoken Word
- 2009: Res Q (Kurzfilm)
- 2009: Gamer
- 2009: White (Kurzfilm)
- 2009: Cowboys & Outlaws (Fernsehdokuserie, Episode 1x01)
- 2009: Crazy Heart
- 2009: L.A. Crash (Fernsehserie, 2 Episoden)
- 2009: Murders Inn (Kurzfilm)
- 2010: Friendship!
- 2010: Pool Shark (Kurzfilm)
- 2010: The Double (Kurzfilm)
- 2010: Detours (Kurzfilm)
- 2011: Travel Plans (Kurzfilm)
- 2011: MyShadow (Kurzfilm)
- 2011: Blüm (Kurzfilm)
- 2012: Rabid Love (Kurzfilm)
- 2012: 100 Ghost Street – The Return of Richard Speck (100 Ghost Street: The Return of Richard Speck)
- 2012: Granted (Kurzfilm)
- 2012: Money, Money, Money... (Kurzfilm)
- 2013: Hypercane (500 MPH Storm)
- 2013: Loveseat (Kurzfilm)
- 2013: Rabid Love
- 2013: Dark Night of the Walking Dead (Zombie Night, Fernsehfilm)
- 2014: Frank
- 2014: Killer Women (Fernsehserie, Episode 1x05)
- 2014: Enlisted (Fernsehserie, Episode 1x06)
- 2014: Making Time (Kurzfilm)
- 2014: Behind the Curtain (Kurzfilm)
- 2015: Axiom (Kurzfilm)
- 2016: Sing for Your Supper (Kurzfilm)
- 2016: Binary (Kurzfilm)
- 2016: A Bit of Danger (Kurzfilm)
- 2016: Into the Equinox
- 2017: Red White and Bluey
- 2018: The White Orchid

### Synchronisationen
- 2008: Las Vegas New Mexico 1875 (Kurzfilm)

### Drehbuch
- 2009: Res Q (Kurzfilm)
- 2009: White (Kurzfilm)
- 2011: MyShadow (Kurzfilm)
- 2011: Blüm (Kurzfilm)
- 2012: Rabid Love (Kurzfilm)
- 2012: Granted (Kurzfilm)
- 2013: Rabid Love (Kurzfilm)
- 2014: Making Time (Kurzfilm)
- 2016: Binary (Kurzfilm)
- 2016: A Bit of Danger (Kurzfilm)
- 2017: Going Green (Kurzfilm)

### Produktion
- 2013: Rabid Love (Kurzfilm)
- 2014: Making Time (Kurzfilm)
- 2016: Binary (Kurzfilm)
- 2016: A Bit of Danger (Kurzfilm)
- 2017: Going Green (Kurzfilm)